# Домініканський монастир (Вінниця)
Ансамбль домініканського монастиря (Вінниця) — комплекс будівель сакральної архітектури, які були зведені в XVII столітті коштом Стефана Черленківського (за іншими джерелами — старости Яна Одживольського) та пожертвами благодійників. Домініканський монастир займав північно-західну частину фортифікаційного укріплення Мури. Ансамбль домініканського монастиря був розташований на території між сучасними вулицями Соборною, Поліни Осипенко, Володарського та Шолом-Алейхема. Ансамбль домініканського монастиря є пам'яткою архітектури національного значення, взята під охорону постановою РМ УРСР від 24.08.1963 р.№ 970 (охоронний номер 55).

## Опис
Оселя домініканців у Вінниці, як і їх сусідів-єзуїтів, розміщених на території одного фортифікаційного комплексу Мури, тривалий час була дерев'яною. Будівництво мурованих будівель ропочалось в 1750—1758 рр. (за іншими джерелами — в 1758—1760 рр.).
Мурований костел збудований 1760 року. В плані — прямокутний. Його каркас складають три нави, шість колон та прямокутні захристії. В інтер'єрі збереглися фрагменти настінного живопису XVIII ст. До костелу прилягає корпус келій, збудований у 1765 році. Келії з костелом формують внутрішній двір-атріум. Келії — цегляні, двоповерхові, збудовані у формі букви «П» в плані. Зовнішні стіни корпусу майже позбавлені декору, лише симетричні фасади оформлені в стилі раннього бароко, про що свідчать високо підняті фронтони, рустик та ніші. У келіях склепіння плоскі балочні, в коридорах — напівциркульні з розпалубками. Фігурні фронтони вказують на бароковий стиль фасадів. Нижній ярус фасаду костелу декорований пілястрами тосканського ордеру. У 1894-1895-х роках, після капітального ремонту, костел був увінчаний дзвіницею. Під будівлею знаходилась крипта, перекрита півциркульними склепіннями з розпалубками.
Вежі, що оточували монастир, були одноярусними, квадратними в плані, із заокругленими кутами, та укріплені контрфорсами.

## Історія

### Період Речі Посполитої
Духовна місія домініканців на теренах Вінниччини розпочалась на початку XVII ст. Рішення перевести їх з Черленкова до Вінниці було ухвалено капітулою і затверджено луцьким єпископом Лубецьким Станіславом у 1624 р. У 1630 році коштом Стефана Черленківського (за іншими джерелами — старости Яна Одживольського) та благодійників, у Вінниці було збудовано дерев'яний костел і кляштор домініканців.
В період Хмельниччини, а саме під час приходу до Вінниці козаків лисянського полковника Максима Кривоноса, домініканці покинули свою вінницьку оселю і повернулись до сусіднього Черленкова. 1648 року фортифікаційний комплекс Вінницьких мурів було пошкоджено внаслідок військових дій. Стефан Черленківський виділив кошти на відбудову сакральної споруди, проте невдовзі, в 1690-х роках, будівля постраждала від набігу татар. Вдруге кошти на проект реконструкції виділив Михайло Калетинський, проте вже на початку XVIII ст. костел і кляштор було розібрано.
Повернення домініканців до Вінницької оселі відбулось за сприяння родини Ґрохольських. Брацлавський земський суддя Міхал Ґрохольський, разом зі своєю дружиною Анною, з родини Радзимінських, виділив кошти на будівництво мурованих будівель. Архітектором мурованого кляштору виступив Паоло Фонтана. Костел та кляштор мурованого типу розмістились дещо вище, ніж їх дерев'яні попередники, проте у межах фортифікаційного комплексу. Будівництво тривало в 1750—1758 рр. (за іншими джерелами — в 1758—1760 рр.). В 1765 році добудовано корпус келій. В знак вдячності домініканців, крипта костелу стала усипальнею роду графів Ґрохольських.

### Період Російської імперії
Після польського національно-визвольного повстання 1830—1831 рр. домініканський кляштор було скасовано царським урядом, а будівлі передано православному духовенству. У 1833 році костел було перетворено на православний храм і, на свято Благовіщення, освячено як Преображенський. У зв'язку з такими перетвореннями, на двох фасадних вежах було зведено фальшиві шатрові завершення, які були атрибутом православного храму. У 1866 році в храмі відбулось освячення Дарохранительниці (посудини, де зберігають святі дари), подарованої майбутнім імператором Олександром III.
У Преображенському храмі Михайло Михайлович Коцюбинський приймав Таїнства хрещення та шлюбу. У 1864 р. його дитиною тут хрестив настоятель о. Порфирій Вознесенський.

### Період УНР
У квітні 1920 року Вінниця втретє стала столицею УНР. 5 травня 1920 року храм відвідав Симон Петлюра. Через одинадцять днів, духовенство собору прийняло керівника Польської держави Юзефа Пілсудського

### Радянський період
У 1922 році собор був пограбований представниками радянської влади. Його двічі закривали, нівелюючи його духовну місію, як це було характерно радянській ідеології. У 1930 році храм перетворили на склад гуми, у 1962 році у будівлі храму розмістили спортзал товариства «Динамо».
У 1980-х рр. храм перетворили на зал органної та камерної музики обласної філармонії. У 1990 році обласна та міська влада прийняли рішення про повернення приміщення собору Церкві. Згодом, орган був демонтований і перенесений до сусіднього капуцинського костелу.

### Період Незалежної України
На даний момент, у Свято-Преображенському соборі проводяться богослужіння, заняття з катехизису та інші духовні вчення. При монастирі діє театр-студія «Лампадка» і духовний хор. Архієрейський хор собору, під керівництвом протоієрея Сергія Виговського, неодноразово номінувався найкращим церковним хором в Україні. Дитячий хор, під керівництвом Наталії Кременюк, був неодноразово визнаний лауреатом всеукраїнських та міжнародних конкурсів у Польщі та в Україні.
Адреса: вулиця Соборна, 23

## Галерея

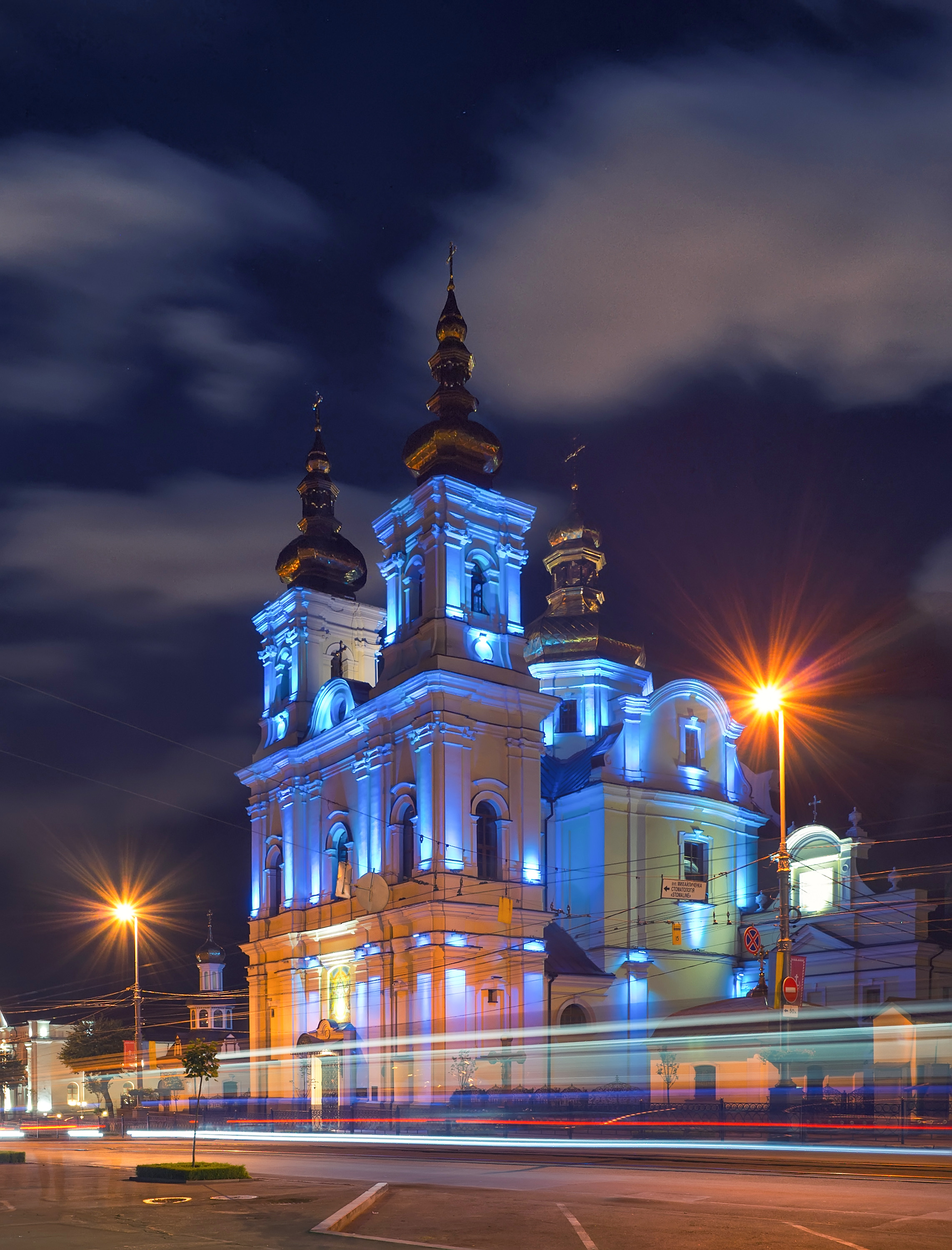
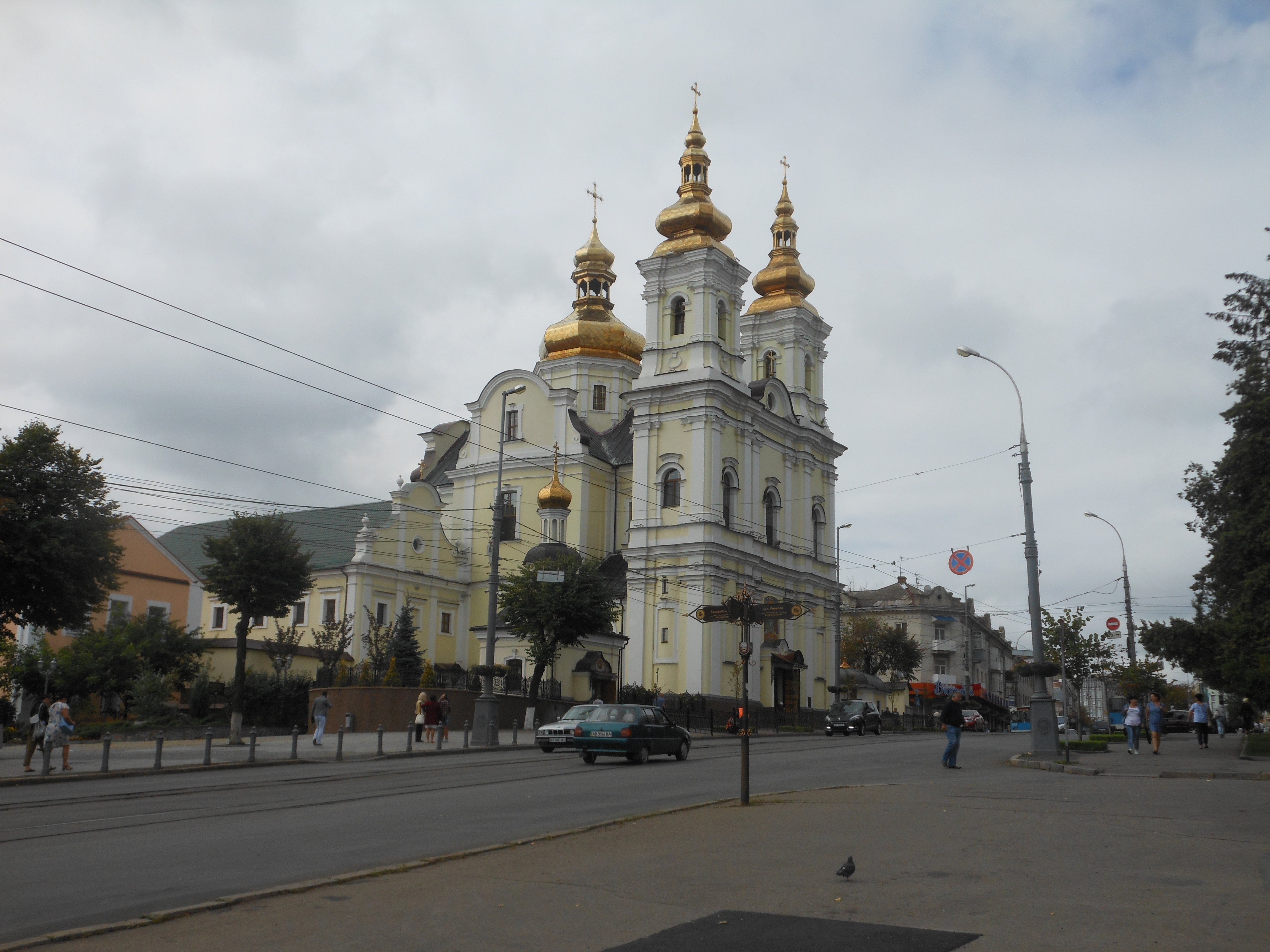
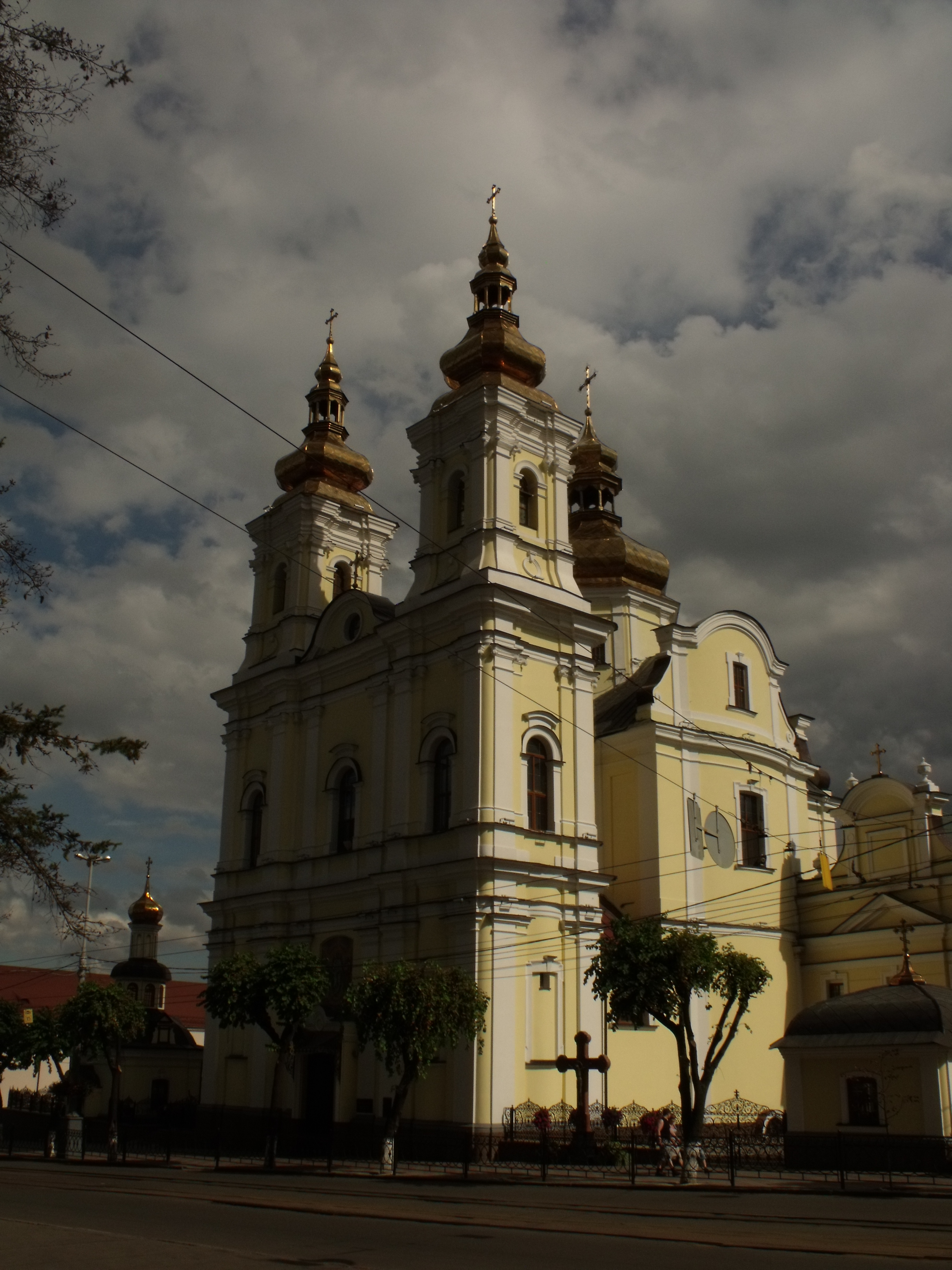
Домініканський монастир. Костьол
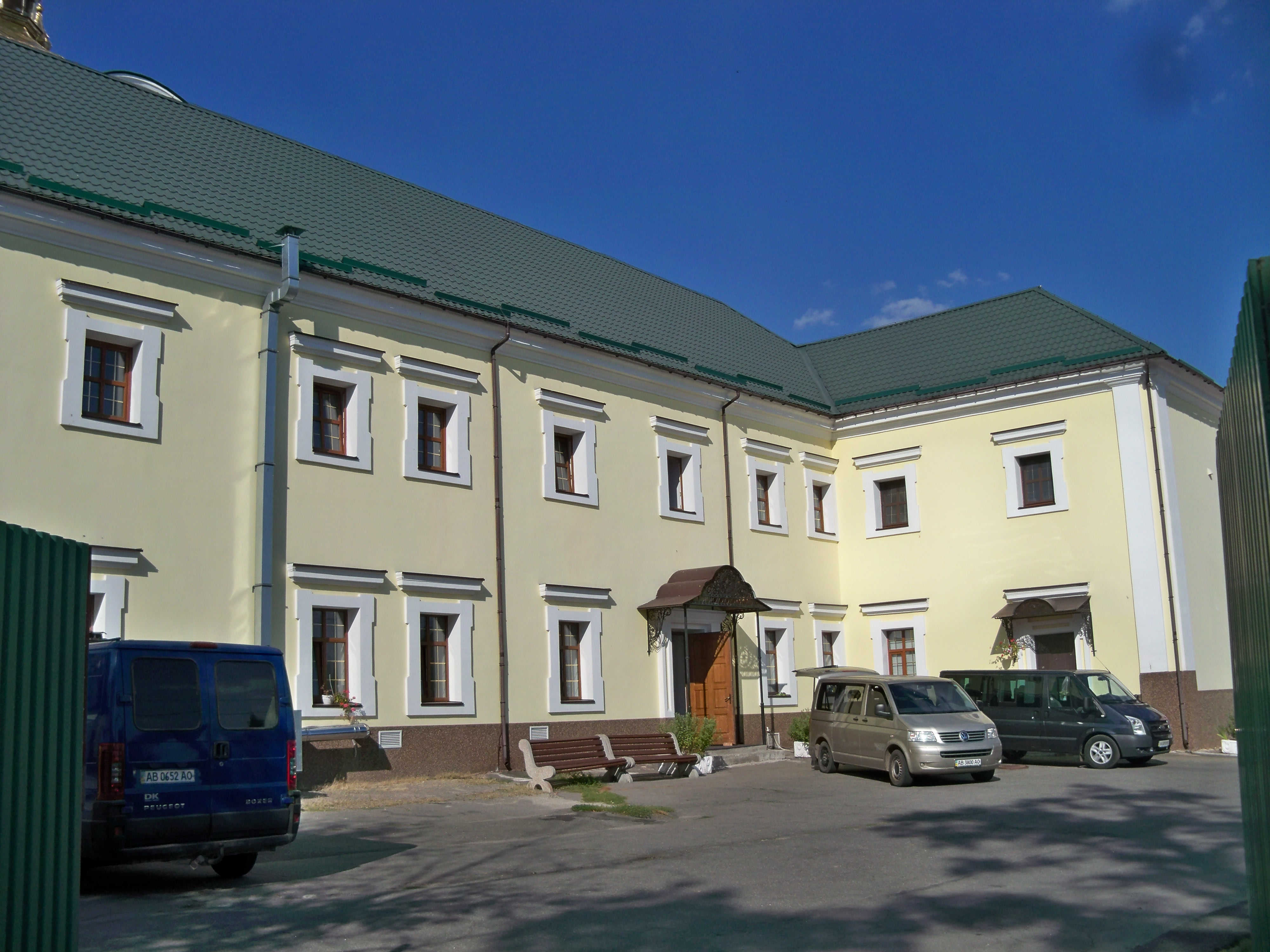
Домініканський монастир. Келії
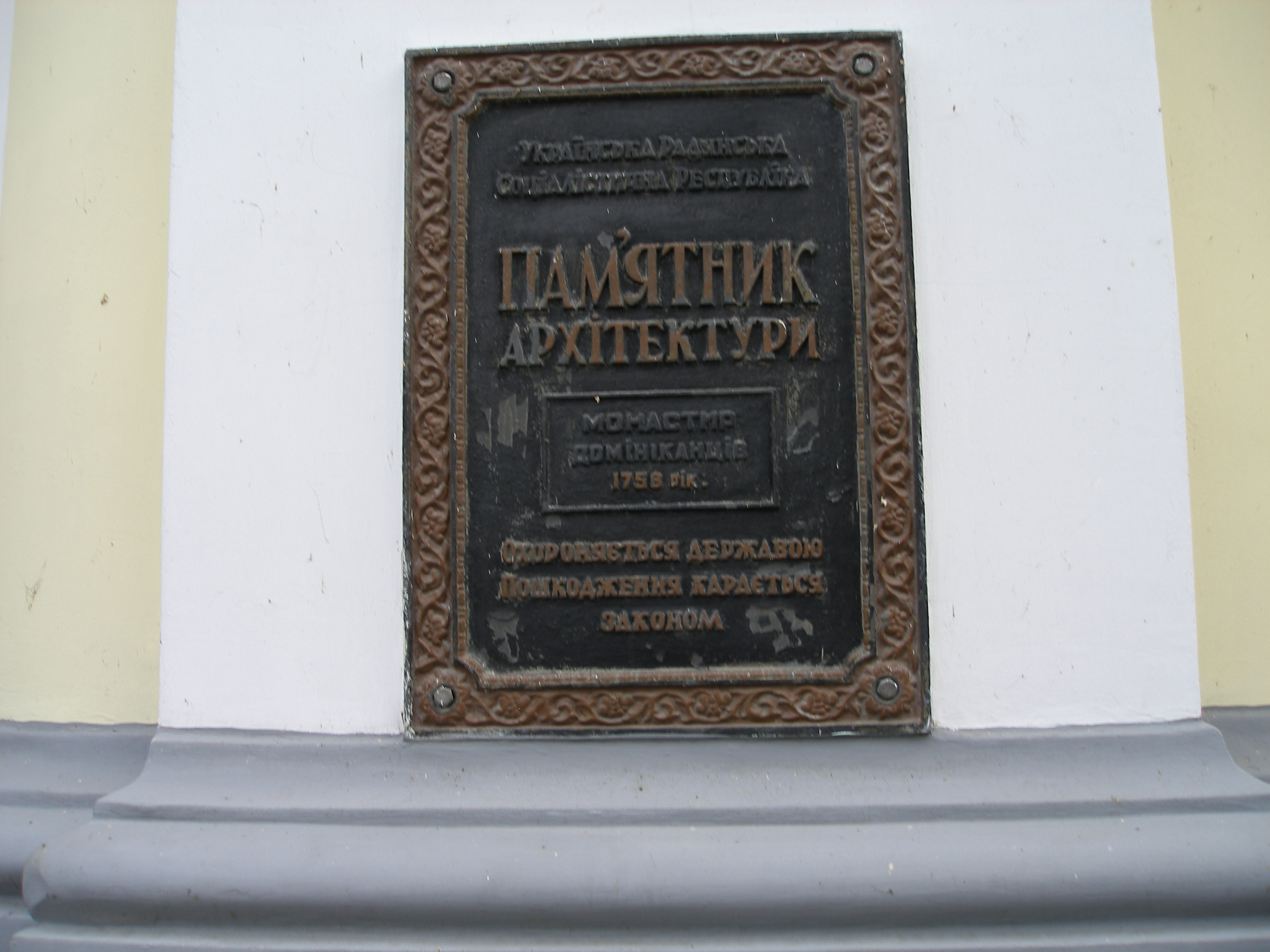
Домініканський монастир. Дошка
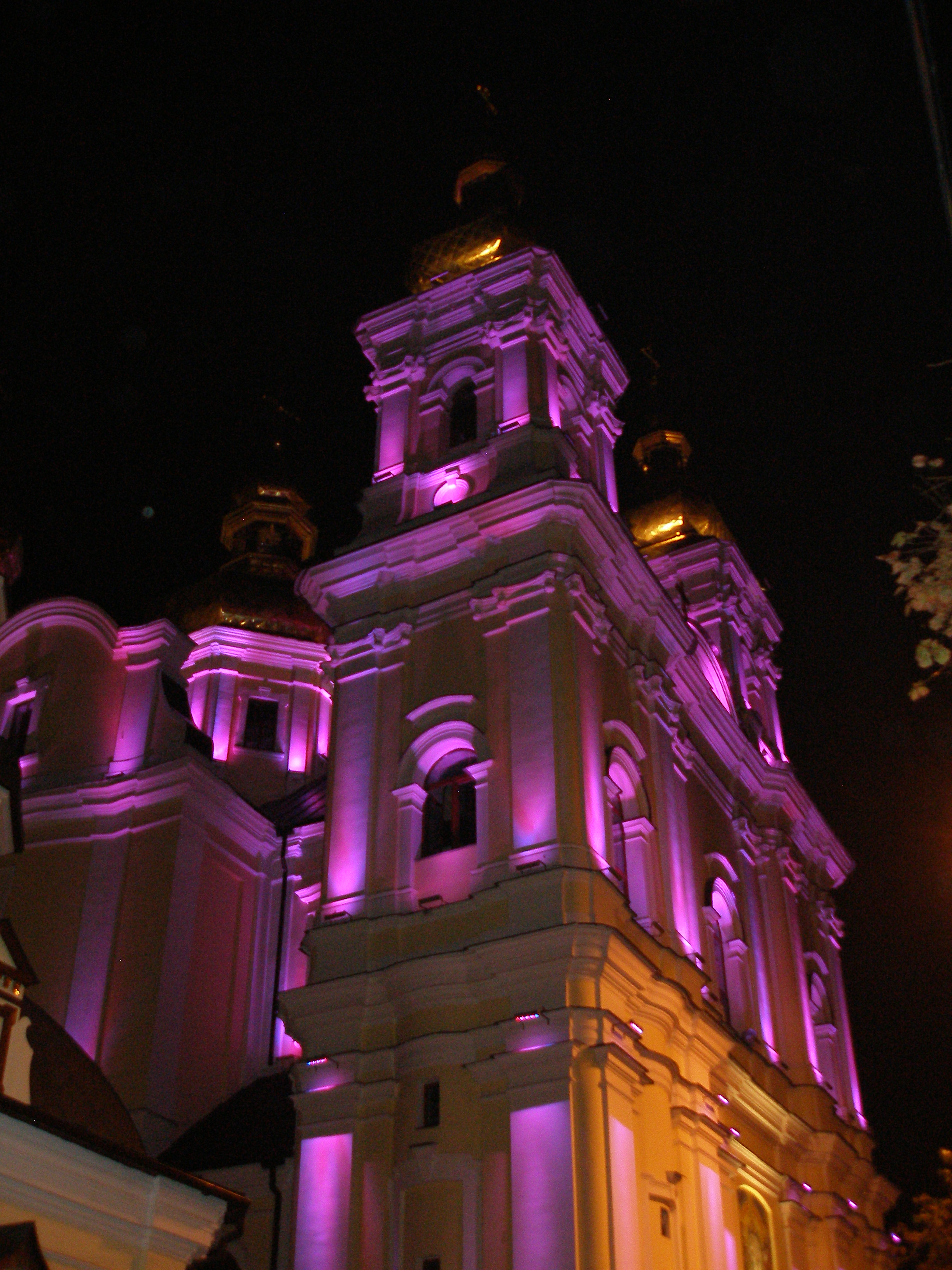
Домініканський монастир. Люмінісценція
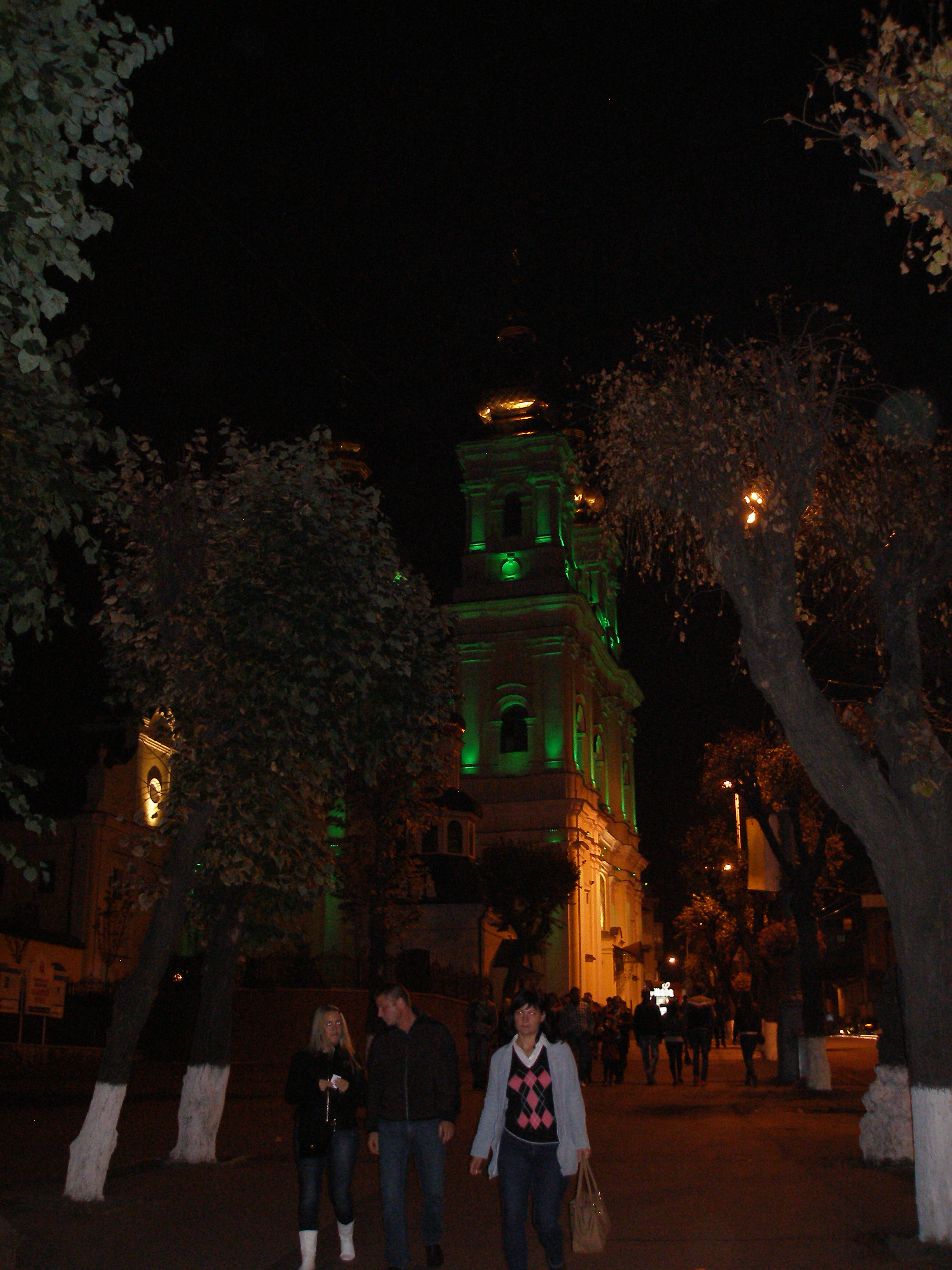
Домініканський монастир. Костел. Ніч